# Верхнемурсаляево
Верхнемурсаляево (баш. Үргө Мөрсәләй) — деревня в Кугарчинском районе Республики Башкортостан Российской Федерации. Входит в состав Кугарчинского сельсовета.

## География

### Географическое положение
Расстояние до:
- районного центра (Мраково): 39 км,
- центра сельсовета (Кугарчи): 7 км,
- ближайшей ж/д станции (Тюльган): 58 км.

## Население
| 2002 | 2009 | 2010 |
| ---- | ---- | ---- |
| 131  | ↗152 | ↘126 |

Национальный состав
Согласно переписи 2002 года, преобладающая национальность — башкиры (81 %).